# Parneviks
Parneviks är en svensk TV-serie från 2015 som sänds på TV3 där golfaren Jesper Parnevik och hans familj tar emot kända gäster i familjens hus. Programmet vann Kristallen 2015 i kategorin årets realityprogram. Den fjärde säsongen av serien var den första utan gäster, istället får man följa enbart familjen. Fjärde och sista säsongen sändes 2018.

## Gäster

### Säsong 1
| Avsnitt | Gäster                                                                         |
| ------- | ------------------------------------------------------------------------------ |
| 1       | Prinsessan Birgitta, Samir Badran, Lars Ohly                                   |
| 2       | Kalle Moraeus, Rebecca Stella                                                  |
| 3       | Per Holknekt, Sebbe Staxx, Agneta Sjödin, (Maja Strömstedt)                    |
| 4       | Nour El Refai, Christer Sandelin                                               |
| 5       | Eric Saade, Erik Ekstrand, Melker Andersson, Jonas von Essen, (Douglas Murray) |
| 6       | Linda Pira, Andreas Johnson                                                    |
| 7       | Elliphant, Tomas Brolin, Johan Lindeberg                                       |
| 8       | Thomas Ravelli, Andreas Ravelli, Edward Blom, Gunilla Kinn Blom                |

### Säsong 2
| Avsnitt | Gäster                                                        |
| ------- | ------------------------------------------------------------- |
| 1       | Felix Herngren, Alexander Gustafsson                          |
| 2       | Little Jinder, Thomas Wassberg, Dragomir Mrsic                |
| 3       | Anton Hysén, Glenn Hysén, Alexander Bard                      |
| 4       | Oscar Zia, Janne Josefsson, Isabella Löwengrip                |
| 5       | Victoria Silvstedt, Johan Jureskog, Dermot Clemenger          |
| 6       | Björn Ferry, Calle Schulman, Anitha Schulman, Penny Schulman  |
| 7       | Gustaf Norén, Martina Haag, Peter Magnusson                   |
| 8       | Adam Pålsson, Björn Gustafsson                                |
| 9       | Ahmad Badran, Samir Badran, Rebecca & Fiona, Anders Öfvergård |

### Säsong 3
| Avsnitt | Gäster                                                                         |
| ------- | ------------------------------------------------------------------------------ |
| 1       | Börje Salming, Markoolio                                                       |
| 2       | Jon Olsson och Janni Delér, Miss Li, Farao Groth                               |
| 3       | Ellen Bergström, Eva Röse, Tommy Nilsson                                       |
| 4       | Björn Ranelid med frun Margareta Nilsson, Martin Lidberg och Jimmy Lidberg     |
| 5       | Icona Pop, Björn Gustafsson                                                    |
| 6       | Caitlyn Jenner, Elisabet Höglund, Laila Bagge och Liam Pitts, Albin Lee Meldau |
| 7       | Bill Murray, Linda Lindorff, William Spetz, Trita Parsi                        |
| 8       | Edward Blom, Barbro "Lill-Babs" Svensson, Jakob Karlberg, Ann-Louise Hansson   |